# Понте Минич
Понте Минич е мост, разположен в Сестиере Кастело във Венеция и свързва улиците „Кале Тревизан“ и „Бресана“. Кръстен е на хирурга с далматински произход Анджело Минич (1817 – 1893), който в завещанието си от 25 септември 1893 г. завещава на град Венеция тридесет хиляди лири с цел подобряване на обществените удобства и образованието на града и за осигуряване на точността на венецианските електрически часовници. Тези часовници функционират и до днес; те имат бял циферблат с римски цифри и корпуси, изработени от чугун.
Кадри на моста присъстват в множество филми, включително „Мисията невъзможна: Разплата за мъртвите, част първа“.